# Wappen von Kastilien-León
Das Wappen der Autonomen Gemeinschaft Kastilien-León ist im Artikel 4 des am 25. Februar 1983 vom spanischen Parlament verabschiedeten Autonomiestatuts der Gemeinschaft festgelegt. Dieses wurde als Ley Orgánica 4/1983 am 2. März 1983 im Boletín Oficial del Estado veröffentlicht.

## Beschreibung
Der Wappenschild ist von Rot und Silber geviert. Im ersten und vierten Feld steht ein goldenes, schwarz vermauertes Kastell mit drei blauen Fenstern und blauem Tor; im zweiten und dritten Feld ein rot bewehrter und gezungter, golden gekrönter, aufrechter, purpurner Löwe.
Auf dem Wappenschild ruht eine offene, goldene Krone.

## Historische Herkunft der Wappenbestandteile
Das goldene Kastell auf rotem (eigentlich karmesinrotem) Grund ist das Emblem des alten Königreichs Kastilien, welches seit 1171 unter Alfons VIII. verwendet wurde. Bischof Lucas de Tuy schrieb in seinem Chronicon Mundi (um 1197 bis 1204): "Iste Rex Adefonsus primo Castellum armis suis depinxit, quamvis antiqui Reges Patres ipsius Leonem depingere consueverant" (lateinisch, "Jener König Alfons zeichnete als Erster das Kastell auf seine Wappen, während dessen Väter als Könige gewohnt waren, einen Löwen abzubilden").
Der aufrechte purpurfarbene Löwe ist seit Alfons VII. (1126–1157) das Wappentier des Königreichs León. Mit der goldenen Krone erscheint er erstmals unter Sancho IV. von Kastilien ab 1284.
Auf dem Wappenschild liegt die alte, offene Königskrone Spaniens, wie sie bis zum Jahr 1516 verwendet wurde. In diesem Jahr wurde der Habsburger Karl V. als Karl I. König von Spanien und führte in seinem Wappen die geschlossene Form der Königskrone ein.